# Valgrind
Valgrind – jest narzędziem do debugowania pamięci, wykrywania wycieków pamięci oraz profilowania aplikacji. Jego nazwa pochodzi od nazwy głównego wejścia do Valhali w nordyckiej mitologii.

## Historia
Valgrind został stworzony przez Juliana Sewarda. Początkowo miał być darmowym narzędziem do debugowania pamięci dla systemów Linux pracujących na procesorach rodziny x86. Jednak z czasem przemienił się w ogólny framework umożliwiający tworzenie narzędzi do ogólnej analizy programów. Wykorzystywany jest przez wiele projektów.